# NGC 7671
NGC 7671 est une galaxie lenticulaire située dans la constellation de Pégase. Sa vitesse par rapport au fond diffus cosmologique est de 3 422 ± 29 km/s, ce qui correspond à une distance de Hubble de 50,5 ± 3,6 Mpc (∼165 millions d'al). NGC 7671 a été découverte par l'astronome germano-britannique William Herschel en 1784.

## Paire de galaxies

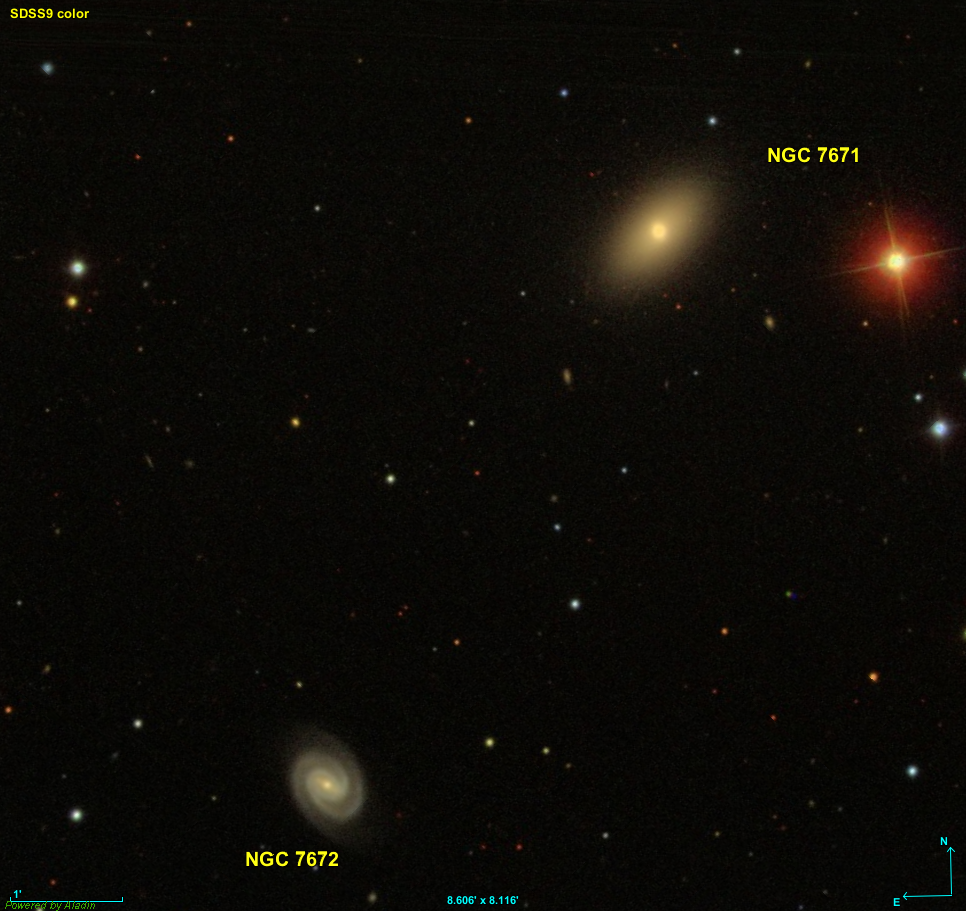
La paire de galaxies NGC 7671 et NGC 7672.

Selon E.L. Turner, les galaxies NGC 7671 et NGC 7672 forment une paire de galaxies rapprochées.. La distance de Hubble de NGC 7672 est égale à 53,70 ± 3,78 Mpc (∼175 millions d'al), presque la même que celle de NGC 7671. Il est donc probable que ces deux galaxies forment une paire réelle. D'ailleurs, l'image obtenue des données du relevé SDSS montre une légère déformation de NGC 7671 vers la galaxie compagne. Ces deux galaxies pourraient donc être en interaction gravitationnelle.